# Liste des gares de Bourgogne
La liste des gares de Bourgogne, est une liste des gares ferroviaires, haltes ou arrêts, situées dans la région Bourgogne. 
Liste actuellement non exhaustive :

## Gares ferroviaires des lignes du réseau national

### Gares ouvertes au trafic voyageurs
Liste des gares voyageurs, de la Société nationale des chemins de fer français (SNCF) et du réseau TER Bourgogne, situées géographiquement sur le territoire de la région Bourgogne.
- Gare d'Aiserey
- Gare d'Arcy-sur-Cure
- Gare d'Augy - Vaux
- Gare d'Autun
- Gare d'Auxerre-Saint-Gervais
- Gare d'Auxonne
- Gare d'Avallon
- Gare de Barnay
- Gare de Béard
- Gare de Beaune
- Gare de Blaisy-Bas
- Gare de Blanzy
- Gare du Bois-d'Oingt - Légny
- Gare de Bois-le-Roi
- Gare de Brazey-en-Plaine
- Gare de Bretigny - Norges
- Gare de Briare
- Gare de Brion - Laizy
- Gare de Broye
- Gare de Cercy-la-Tour
- Gare de Chagny
- Gare de Chalon-sur-Saône
- Gare de Chambost-Allières
- Gare de Chamelet
- Gare de Champigny-sur-Yonne
- Gare de Champs - Saint-Bris
- Gare de Champsigny
- Gare de Change
- Gare de Chantenay-Saint-Imbert
- Gare de Châtel-Censoir
- Gare de Châtillon-sur-Seine
- Gare de Chauffailles
- Gare de Chaugey
- Gare de Chaumont (Yonne)
- Gare de Cheilly-lès-Maranges
- Gare de Chemilly - Appoigny
- Gare de Ciry-le-Noble
- Gare de Clamecy
- Gare de Coligny
- Gare de Corbigny
- Gare de Cordesse-Centre
- Gare de Cordesse - Igornay
- Gare de Corgoloin
- Gare de Cosne-sur-Loire
- Gare de Coulanges-sur-Yonne
- Gare de Cravant - Bazarnes
- Gare de Crêches-sur-Saône
- Gare de Cussy-les-Forges
- Gare de Decize
- Gare de Dezize
- Gare de Digoin
- Gare de Dijon-Porte-Neuve
- Gare de Dijon-Ville
- Gare d'Échevannes
- Gare d'Étang-sur-Arroux
- Gare d'Étigny - Véron
- Gare de Fleurville - Pont-de-Vaux
- Gare de Flez-Cuzy - Tannay
- Gare de Fontaines - Mercurey
- Gare de Fourchambault
- Gare de Galuzot
- Gare de Garchizy
- Gare de Gemeaux
- Gare de Génelard
- Gare de Genlis
- Gare de Gevrey-Chambertin
- Gare de Gilly-sur-Loire
- Gare d'Imphy
- Gare d'Is-sur-Tille
- Gare de Joigny
- Gare de La Charité
- Gare de La Clayette - Baudemont
- Gare de La Marche
- Gare de La Roche-en-Brenil
- Gare de Lantenay
- Gare de Laroche - Migennes
- Gare du Creusot TGV
- Gare du Creusot
- Gare des Laumes - Alésia
- Gare de Liernais
- Gare de Longecourt
- Gare de Louhans
- Gare de Lucy-sur-Cure - Bessy
- Gare de Luzy
- Gare de Mâcon-Loché-TGV
- Gare de Mâcon-Ville
- Gare de Mailly-la-Ville
- Gare de Mâlain
- Gare de Manlay
- Gare de Marmagne-sous-Creusot
- Gare de Mervans
- Gare de Mesves - Bulcy
- Gare de Mesvres
- Gare de Meursault
- Gare de Monéteau - Gurgy
- Gare de Montbard
- Gare de Montceau-les-Mines
- Gare de Montchanin
- Gare de Nevers
- Gare de Nevers-le-Banlay
- Gare de Nevers-les-Perrières
- Gare de Nuits-Saint-Georges
- Gare de Nuits-sous-Ravières
- Gare d'Ouges
- Gare de Pagny (Côte-d'Or)
- Gare de Paray-le-Monial
- Gare de Paris-l'Hôpital
- Gare de Pont-sur-Yonne
- Gare de Pontanevaux
- Gare de Pougues-les-Eaux
- Gare de Pouilly-sur-Loire
- Gare de Romanèche-Thorins
- Gare de Ruffey
- Gare de Rully
- Gare de Saincaize
- Gare de Saint-Florentin - Vergigny
- Gare de Saint-Jean-de-Losne
- Gare de Saint-Julien-du-Sault
- Gare de Saint-Pierre-le-Moûtier
- Gare de Santenay-les-Bains
- Gare de Saulieu
- Gare de Saulon
- Gare de Sennecey-le-Grand
- Gare de Senozan
- Gare de Sens
- Gare de Sermizelles - Vézelay
- Gare de Seurre
- Gare de Sincey-lès-Rouvray
- Gare de Saint-Agnan
- Gare de Saint-Jean-de-Losne
- Gare de Saint-Julien - Clénay
- Gare de Saint-Julien-du-Sault
- Gare de Saint-Léger-sur-Dheune
- Gare de Saint-Symphorien-de-Marmagne
- Gare de Thenissey
- Gare de Til-Châtel
- Gare de Tonnerre
- Gare de Tournus
- Gare de Toutry
- Gare de Tracy - Sancerre
- Gare de Tronsanges
- Gare de Vauzelles
- Gare de Velars
- Gare de Vermenton
- Gare de Verrey
- Gare de Villeneuve-la-Guyard
- Gare de Villeneuve-sur-Yonne
- Gare de Villers-les-Pots
- Gare de Vincelles
- Gare de Vougeot - Gilly-lès-Cîteaux
- Gare de Voutenay

### Gares fermées au trafic voyageurs: situées sur une ligne en service
- Gare d'Accolay
- Gare de Chény
- Gare de Dracy-Saint-Loup
- Gare de L'Isle-Angely
- Gare de Mars
- Gare de Millay
- Gare de Saint-Didier-sur-Arroux